# Starostové a nezávislí
Starostové a nezávislí, abgekürzt STAN (deutsch: Bürgermeister und Unabhängige), ist eine parteiähnliche, liberal-konservative politische Bewegung in der Tschechischen Republik. Die Ursprünge der Bewegung reichen bis ins Jahr 2004 zurück, in der heutigen, gesamtstaatlichen Form wurde sie im Jahr 2009 gegründet. Im Fokus der Tätigkeit liegen Fragen der Dezentralisierung. Vorsitzender war ab Februar 2009 Petr Gazdík, seit April 2019 hat Vít Rakušan den Vorsitz inne, der sich auch in der politischen Vereinigung Změna pro Kolín engagiert.

## Geschichte
Bereits am 19. August 2004 ließ sich die Bewegung unter dem Namen „Nezávislí starostové pro kraj“ (abgekürzt NSK, Unabhängige Bürgermeister für die Region) beim Innenministerium der Tschechischen Republik registrieren, wobei sich diese aus unzufriedenen Gemeindebürgermeistern, unabhängigen Kommunalpolitikern sowie politisch aktiven Bürgern zusammensetzte und sich so gut wie ausschließlich auf der Bezirks- bzw. Regionsebene betätigte, insbesondere in der Region Zlín. In anderen Bezirken trat die Bewegung zum Teil unter einigen leicht abweichenden Bezeichnungen auf. Bei den Bezirkswahlen im Herbst 2008 gelang es der Bewegung, in der Region Zlín knapp über 10 Prozent der Stimmen zu erreichen.
Am 19. Februar 2009 trafen sich Vertreter der Bewegung aus 14 Bezirken bei Prag zu einer Versammlung, auf der die Bewegung unter der heutigen Bezeichnung „Starostové a nezávislí“ und auf der gesamtstaatlichen Ebene gegründet wurde. Obwohl der Schwerpunkt der Tätigkeit auf der lokalen Ebene der Bezirkspolitik blieb, war es die Absicht, sich auch auf der Ebene der Politik in der Tschechischen Republik zu etablieren. Die Registrierung als „politische Bewegung“ erfolgte beim Innenministerium am 24. Februar 2009, als Vorsitzender wurde Petr Gazdík eingetragen.
Vor den vorgezogenen und durch das Verfassungsgericht schließlich gestoppten Parlamentswahlen 2009 ging die STAN ein Bündnis mit der Partei TOP 09 ein, das auch weiterhin forthielt und bei den Parlamentswahlen 2010 zu einem erheblichen Erfolg führte: über die Kandidatenliste von TOP 09 (41 Mandate) wurden drei Stan-Repräsentanten in das tschechische Abgeordnetenhaus gewählt. Das Wahlbündnis mit der TOP 09 wurde bei den Abgeordnetenhauswahlen 2013 wiederholt.
Im Vorfeld der Abgeordnetenhauswahlen 2017 verhandelte die STAN mit der KDU-ČSL über ein gemeinsames Wahlbündnis, das letztlich nicht zu Stande kam. Die STAN trat daher erstmals mit einer eigenen Liste an.

## Wahlerfolge

Logo der Bewegung bis 2017

Im Oktober 2008 gelang es der STAN, erstmals in die Politik vorzudringen. Bei den lokalen Wahlen wurde sie in 4 der insgesamt 14 Bezirken der Tschechischen Republik mit insgesamt 21 Mandaten erfolgreich:
- Region Zlín: 5 Mandate (als Starostové a nezávislí pro Zlínský kraj)
- Mittelböhmische Region: 4 Mandate (als Nezávislí starostové pro kraj)
- Region Reichenberg: 7 Mandate (als Starostové pro Liberecký kraj)
- Region Karlsbad: 5 Mandate (als Alternativa pro kraj)

In den lokalen Regionalwahlen von 2010 erreichte die STAN 1.243 von insgesamt 62.178 Mandaten und wurde zur sechstgrößten Kraft im Lande.
In den Parlamentswahlen 2010 kandidierten einige STAN-Mitglieder auf der Liste der TOP 09, drei von ihnen wurden gewählt.
Bei den vorgezogenen Wahlen zum Abgeordnetenhaus 2013 kandidierten STAN-Mitglieder auf der Liste von TOP 09 mit fünf gewählten Abgeordneten erfolgreich.

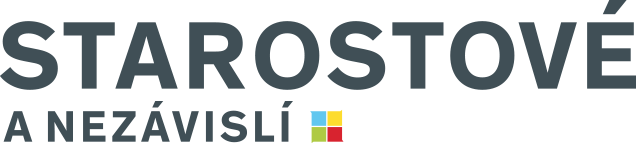
Logo der Bewegung bis 2024

2014 nahm die Bewegung an drei Wahlen teil. In den kommunalen Städte- und Gemeindewahlen im Oktober setzten sich 3073 Kandidaten durch (von insgesamt 62.300 Mandaten), dies jedoch meist in verschiedenen Wahlkoalitionen und auf deren Wahllisten. Bei den zeitgleichen Wahlen zum Senat im Oktober konnte der Kandidat von STAN Zbyněk Linhart einen Erfolg verbuchen (33,34 % im ersten Wahlgang, 71,43 % im zweiten Wahlgang), ein weiterer, Jiří Vosecký, der zwar für STAN kandidierte, obwohl er einer anderen Partei angehörte, wurde ebenfalls gewählt (20,14 % im ersten Wahlgang, 59,32 % im zweiten Wahlgang); insgesamt wurden noch weitere 18 Kandidaten auf der gemeinsamen Wahlliste mit TOP 09 ins Rennen geschickt. Bei den bereits im Mai stattfindenden Wahlen zum Europaparlament errang STAN in einer Wahlkoalition mit TOP 09 ein achtbares Ergebnis von knapp 16 Prozent, gleichbedeutend mit 4 Mandaten für die Wahlliste, eins davon direkt für STAN (von insgesamt 21 Mandaten für die Tschechische Republik).
Bei der Abgeordnetenhauswahl in Tschechien 2017 am 20. und 21. Oktober 2017 erhielt die STAN 5,18 Prozent der Stimmen.
Bei der Europawahl 2019, bei der STAN wieder zusammen mit TOP 09 eine Koalition bildeten, erhielten sie (beide zusammen) 11,65 Prozent der Stimmen und 3 Mandate.
Bei der Abgeordnetenhauswahl in Tschechien 2021 trat die STAN im Verbund mit der Piratenpartei an und konnte ihren Stimmenanteil stark ausbauen. STAN errang 33 Sitze im neuen Parlament (27 mehr als zuvor).

## Einordnung
In Wahlberichten der Böll- und der Mercator-Stiftung wird Starostové a nezávislí zu den proeuropäisch-konservativen beziehungsweise den liberal-konservativen Parteien gezählt.
Die Partei wird in Telepolis mit den Freien Wählern verglichen.